# Dino Prižmić
Dino Prižmić (nació el 5 de mayo de 2005 en Split) es un jugador de tenis croata.
Prižmić su ranking ATP más alto de singles fue el número 155, logrado el 23 de octubre de 2023. Su ranking ATP más alto de dobles fue el número 1444, logrado el 16 de enero de 2023.
Como junior, alcanzó el puesto número 8, el más alto de su carrera, el 2 de enero de 2023. Su mejor resultado juvenil fue ganar el título de Roland Garros Juvenil de 2023 ganándole a Juan Carlos Prado Ángelo en dos set.
Hizo su debut en un cuadro principal de individual en la ATP en el Torneo de Umag 2022 luego de recibir un wildcard para el torneo, perdió ante Bernabé Zapata Miralles en la primera ronda luego de retirarse.

## Títulos Challenger (3; 3+0)

### Individuales (3)
| N.º | Fecha                | Torneo     | Superficie    | Oponente en la final | Resultado     |
| --- | -------------------- | ---------- | ------------- | -------------------- | ------------- |
| 1.  | 13 de agosto de 2023 | Bania Luka | Tierra batida | Kimmer Coppejans     | 6-2, 6-3      |
| 2.  | 17 de mayo de 2025   | Zagreb     | Tierra batida | Luca Van Assche      | 6-2, 0-0 ret. |
| 3.  | 15 de junio de 2025  | Bratislava | Tierra batida | Valentin Royer       | 6-4, 7-6 (6)  |